# Scaptomyza oxyphallus
Scaptomyza oxyphallus är en tvåvingeart som beskrevs av Tsacas 1990. Scaptomyza oxyphallus ingår i släktet Scaptomyza och familjen daggflugor. Inga underarter finns listade i Catalogue of Life.